# Oberliga Nord
L'Oberliga Nord era una delle cinque massime divisioni del campionato tedesco di calcio, che si disputò tra il 1947 e il 1963 negli stati federati della Bassa Sassonia, del Schleswig-Holstein, di Brema e di Amburgo.

## Storia
Durante il periodo della Germania nazista era nata la Gauliga, un sistema di campionati locali che venne esteso a tutti i territori nel frattempo occupati.
Dopo la fine della seconda guerra mondiale vennero invece create cinque massime divisioni, che assorbirono le squadre delle Gauligen esistenti sul territorio della Germania Ovest; in particolare l'Oberliga Nord era estesa su parte della zona di occupazione britannica, e raccoglieva le squadre provenienti da due Gauliga, la Niedersachsen e la Nordmark. In base al sistema calcistico tedesco, la vincente e la seconda classificata di questo campionato partecipavano poi alla fase nazionale, insieme, ovviamente, alle squadre provenienti dalle altre Oberliga; queste erano la West, la Südwest, la Süd, e quella di Berlino.
A partire dalla stagione 1963-1964 questo sistema è stato sostituito da quello attuale, la Bundesliga, un unico girone all'italiana che raccoglie le migliori squadre nazionali. Alla prima edizione del nuovo campionato dall'Oberliga Nord si qualificarono le seguenti squadre:
- Amburgo
- Werder Brema
- Eintracht Braunschweig

Le restanti squadre, insieme alle neopromosse formarono invece la Regionalliga Nord, una delle seconde divisioni locali, che fu attiva dal 1963 al 1974; in questo anno nacque infatti la Zweite Bundesliga, l'attuale seconda divisione, che è invece su scala nazionale.

## Albo d'oro
Di seguito vengono riportate, stagione per stagione, la vincente e la seconda classificata del campionato:
| Stagione | Vincitore   | Seconda                |
| -------- | ----------- | ---------------------- |
| 1947-48  | Amburgo     | St. Pauli              |
| 1948-49  | St. Pauli   | Amburgo                |
| 1949-50  | Amburgo     | St. Pauli              |
| 1950-51  | Amburgo     | St. Pauli              |
| 1951-52  | Amburgo     | Osnabrück              |
| 1952-53  | Amburgo     | Holstein Kiel          |
| 1953-54  | Hannover 96 | St. Pauli              |
| 1954-55  | Amburgo     | Bremerhaven            |
| 1955-56  | Amburgo     | Hannover 96            |
| 1956-57  | Amburgo     | Holstein Kiel          |
| 1957-58  | Amburgo     | Eintracht Braunschweig |
| 1958-59  | Amburgo     | Werder Brema           |
| 1959-60  | Amburgo     | Werder Brema           |
| 1960-61  | Amburgo     | Werder Brema           |
| 1961-62  | Amburgo     | Werder Brema           |
| 1962-63  | Amburgo     | Werder Brema           |

In grassetto viene indicata la vincitrice del campionato nazionale.